# Speechless (Steven Curtis Chapman)
Speechless è il nono album in studio del cantante statunitense Steven Curtis Chapman, pubblicato il 3 giugno 1999.

## Tracce
Testi e musiche di Steven Curtis Chapman, eccetto dove indicato.
1. Dive – 3:57
2. Speechless – 5:06 (Steven Curtis Chapman, Geoff Moore)
3. The Change – 3:46 (Steven Curtis Chapman, James Issac Elliot)
4. Great Expectations – 5:02
5. Next 5 Minutes – 4:19 (Adam Anders, Steven Curtis Chapman)
6. Fingerprints of God – 4:02
7. The Invitation – 4:57 (Steven Curtis Chapman, Geoff Moore)
8. Whatever – 4:01
9. I Do Believe – 4:01
10. What I Really Want to Say – 4:22
11. With Hope – 5:12
12. The Journey – 3:05 (Steven Curtis Chapman, J. A. C. Redford)
13. Be Still and Know – 3:19

## Classifiche

### Classifiche settimanali
| Classifiche (1999) | Posizione massima |
| ------------------ | ----------------- |
| Stati Uniti        | 31                |

### Classifiche di fine anno
| Classifica (1999) | Posizione |
| ----------------- | --------- |
| Stati Uniti       | 182       |